# Жегаловское сельское поселение
Жегаловское се́льское поселе́ние — упразднённое муниципальное образование в Темниковском районе Мордовии Российской Федерации.
Административный центр — село Жегалово.

## История
Образовано в 2005 году в границах сельсовета.
Законом Республики Мордовия от 24 апреля 2019 года, Жегаловское сельское поселение и одноимённый ему сельсовет были упразднены (населённые пункты включены в Пурдошанское сельское поселение и одноимённый ему сельсовет).

## Население
| 2002 | 2010 | 2012 | 2013 | 2014 | 2015 | 2016 |
| ---- | ---- | ---- | ---- | ---- | ---- | ---- |
| 651  | ↘443 | ↘397 | ↘387 | ↘360 | ↘339 | ↘332 |
| 2017 | 2018 | 2019 |      |      |      |      |
| ↘310 | ↘301 | ↘283 |      |      |      |      |

## Состав сельского поселения
| № | Населённый пункт | Тип населённого пункта | Население |
| - | ---------------- | ---------------------- | --------- |
| 1 | Андреевка        | деревня                | ↘8        |
| 2 | Жегалово         | село                   | ↘349      |
| 3 | Красный          | посёлок                | ↘7        |
| 4 | Павловка         | деревня                | ↘12       |
| 5 | Пиевка           | деревня                | ↘18       |
| 6 | Полянки          | село                   | ↘39       |
| 7 | Приютово         | деревня                | ↘10       |